# جان بيردن
جان بيردن (بالإنجليزية: Jean Burden)‏ هي كاتِبة وشاعرة أمريكية، ولدت في 1 سبتمبر 1914 في وكغن في الولايات المتحدة، وتوفيت في 21 أبريل 2008 في ألتادينا في الولايات المتحدة.